# ナシム・ペドラド
ナシム・ペドラド（ペルシャ語 : نسیم پدراد, Nasim Pedrad 1981年11月18日）は、イラン系アメリカ人の女優、コメディアン。サタデー・ナイト・ライブと 映画『アラジン』でダリア（英語版）役を演じたことで有名。

## 生い立ち
イスラム教のペルシャ系の両親の子としてテヘランで生まれた。一人の妹を持ち、三歳の頃お父さんと離れてドイツに移住した。数年後にカリフォルニア州のアーバインに引っ越した。
ナシムと妹のニナは、ペルシャ語を話せて、彼女は2003年にUCLA演劇・映画・テレビ学校を卒業した。当時はUCLA・スプリング・シング・カンパニーの一員でした。

## 主な出演作品

### 映画
- ノー・ストリングス・アタッチド
- ローラクス
- ピープル・オブ・アース
- アラジン
- デスペラドス

### TVショー
- サタデー・ナイト・ライブ
- ニュー・ガール

### アニメ
- スター・ウォーズ:ヤング・ジェダイ・アドベンチャー
- ミニオン